# .al
.al là tên miền Internet quốc gia (ccTLD) dành cho Albania. Nó được quản lý bởi Ủy quyền Điều chỉnh Viễn thông Albania.